# Éger-cölöpgomba
Az éger-cölöpgomba (Paxillus rubicundulus) a cölöpgombafélék családjába tartozó, Európában és Japánban honos, mérgező gombafaj.

## Megjelenése
Az éger-cölöpgomba kalapjának átmérője 3–10 cm, színe sárgásbarna okkerszín. Kezdetben kissé domború, majd tölcséressé válik. Felülete legtöbbször már fiatalon sugarasan pikkelyes. Széle fiatalon begöngyölt, később kiterül. Húsa sárga, sérülésre vörösödik vagy barnul. Íze, szaga nem jellegzetes.
Sűrűn álló lemezei feltűnően lefutók. Színük sárgás-okkerszínű, nyomásra, sérülésre vörösbarnán foltosodnak. Spórapora halvány rozsdaszínű. Spórái elliptikusak, sima felületűek, 6-7 x 3,5-4 mikrométeresek.
Tönkje 2–5 cm magas, 1-1,5 cm vastag, sokszor nem a kalap közepén helyezkedik el. Színe sárgás, alakja hengeres vagy kihegyesedő. 

### Hasonló fajok
A közeli rokon és szintén mérgező begöngyöltszélű cölöpgombával téveszthető össze, ami nagyobb, zömökebb, kalapja sima.  

## Elterjedése és termőhelye
Európai faj, de megtalálták Japánban is. Magyarországon ritka. Az égerfával él gyökérkapcsoltságban, ezért csak égeresekben, patakparton, nedves területeken található meg. Június-október között terem.
A többi cölöpgombához hasonlóan mérgező.

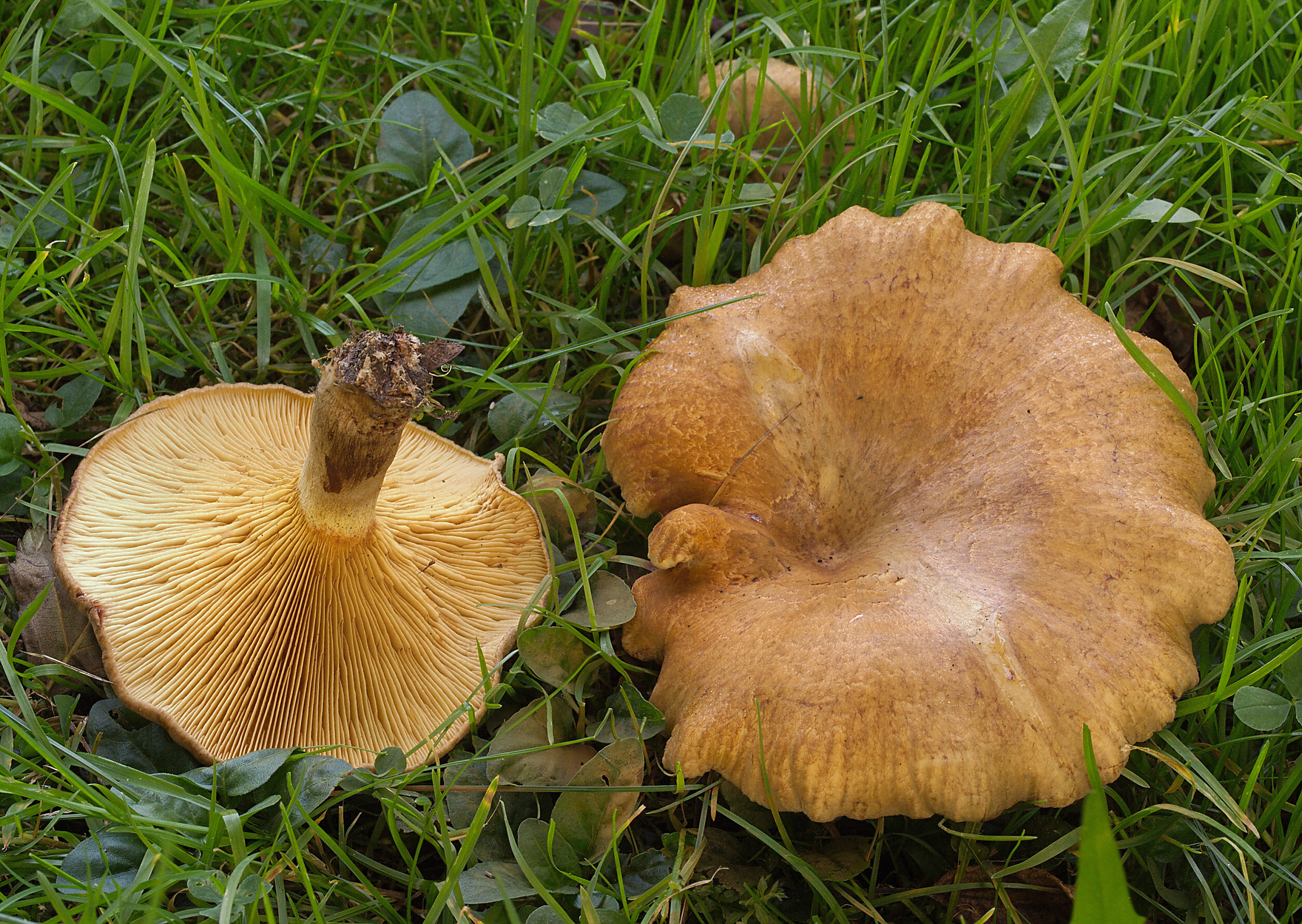
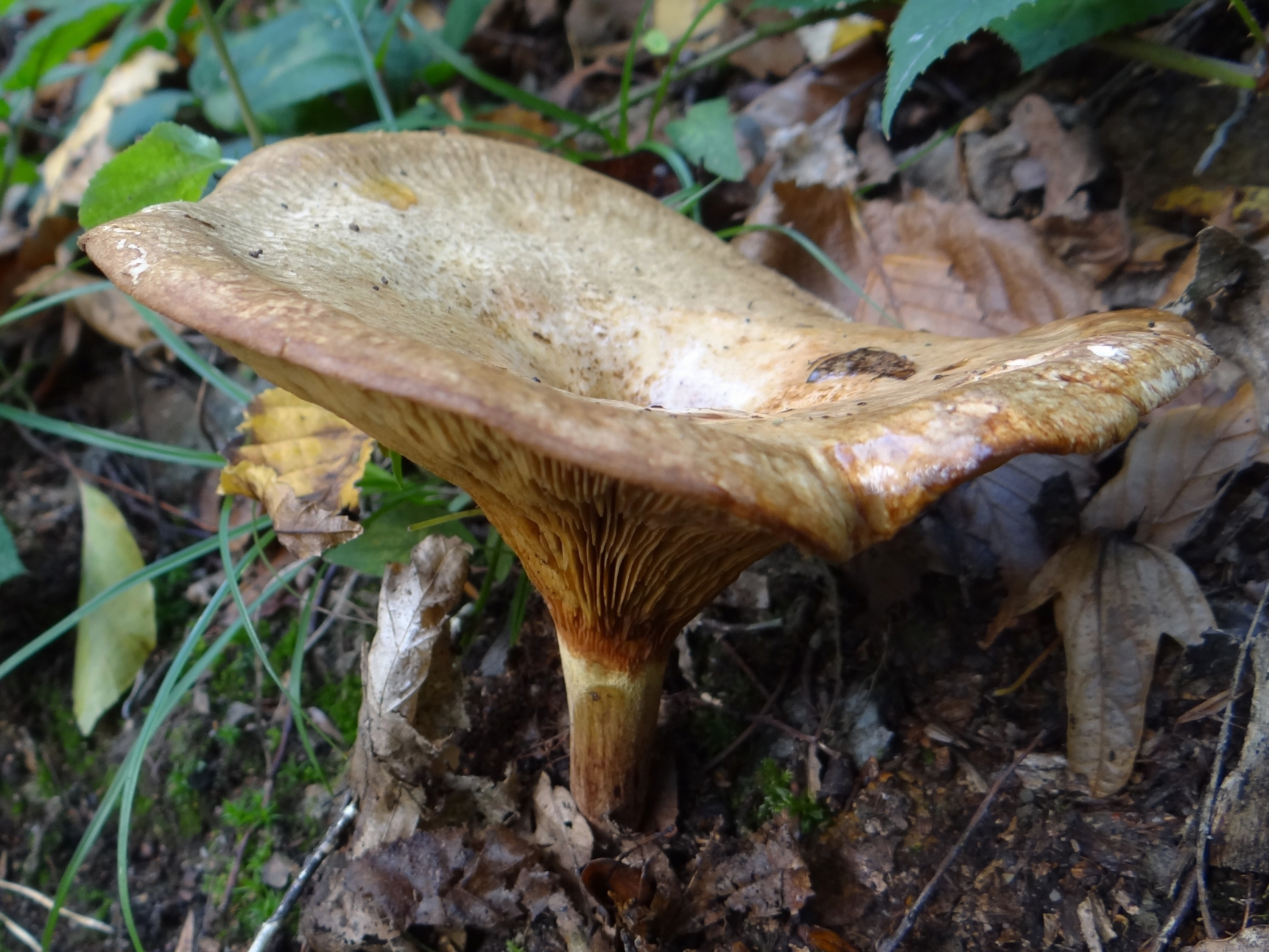
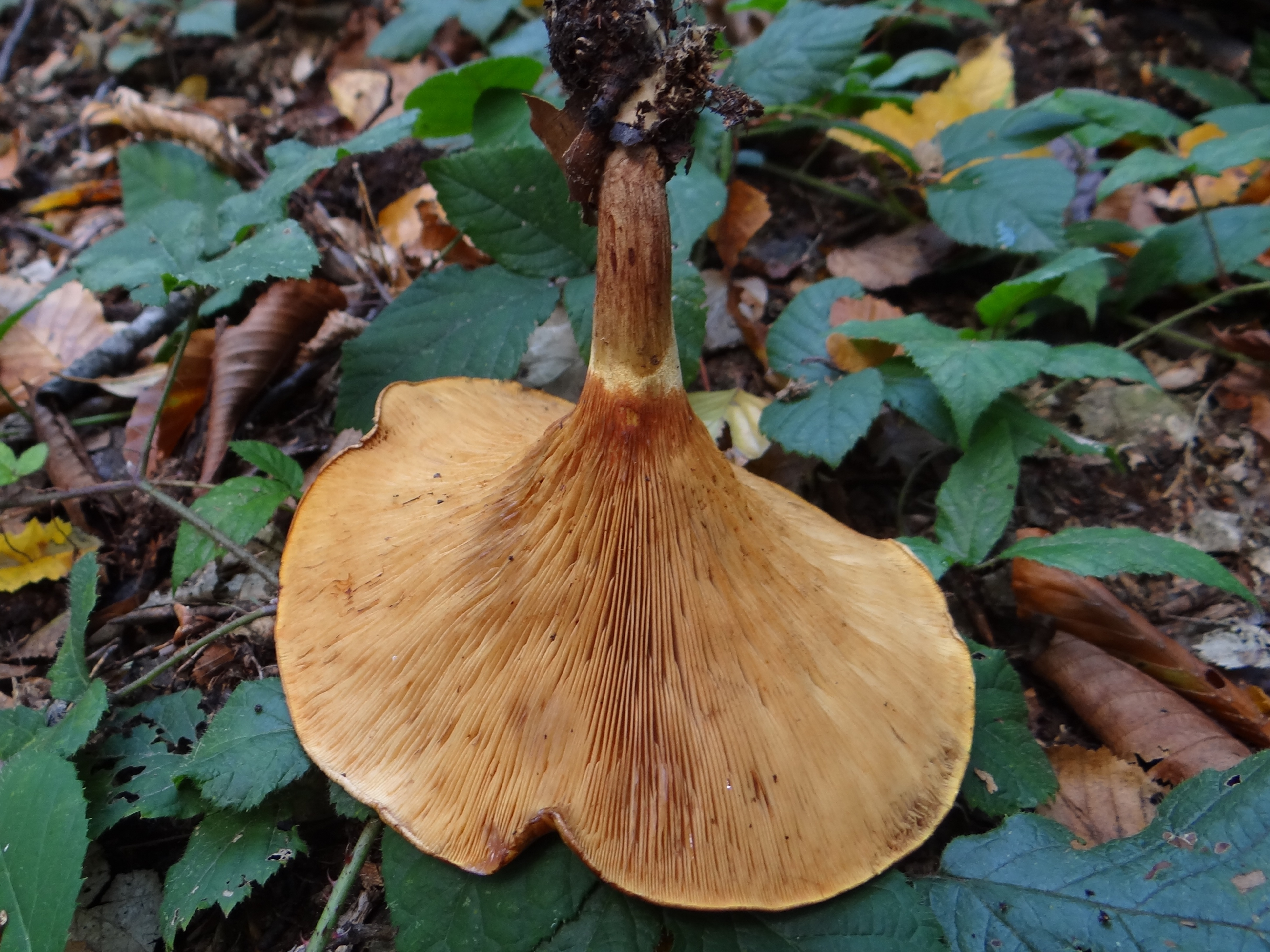
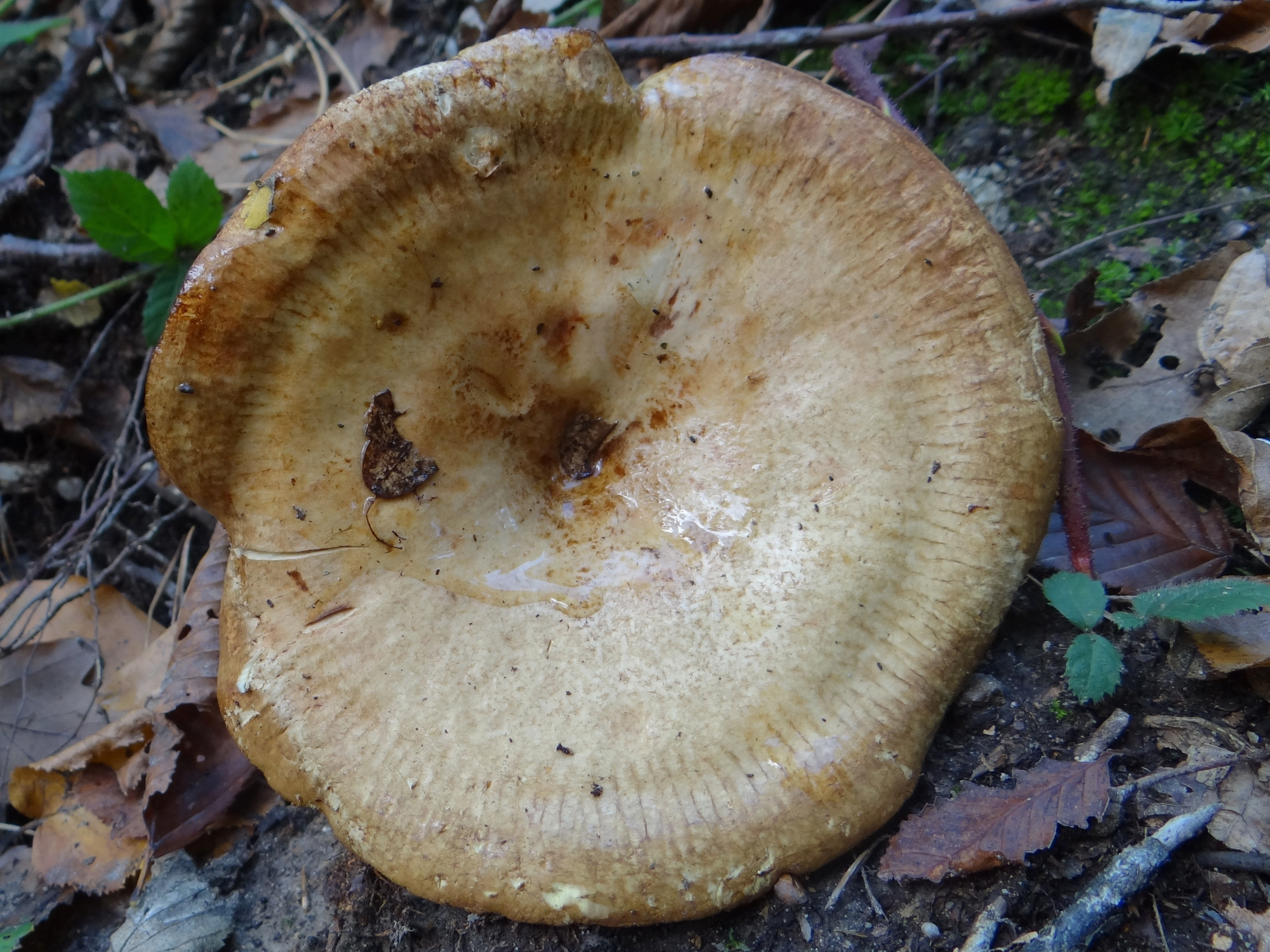